# 羽野瑠華
羽野 瑠華（うの るりか、2000年6月1日 - ）は、日本の俳優、タレント。
愛知県出身。スターダストプロモーション第三事業部所属。
劇団ユニットAlways Thankyou及びAlways Loveyou（Always Thankyouの舞台活動外での名称）に所属している。

## 人物
- 趣味：日本舞踊、殺陣[1]
- 特技：弓道、華道、ダンス[1]
- スターダストプロモーション芸能3部 スクールガールオーディション2013 グランプリ獲得

## 出演

### テレビドラマ
- 金曜ナイトドラマ「dele」第6話（2018年8月31日、テレビ朝日） - 真鍋静香 役
- アイカツプラネット!（2021年1月24日-6月27日テレビ東京系列） - 糸井紗良 / サラ 役[2][3][4]

### 映画
- 劇場版アイカツプラネット!（2022年7月15日公開、BN Pictures） - 糸井紗良 / サラ 役

### 舞台
- 少女劇団いとをかし 第6回公演『ブのカツのハナシ』（2017年2月、川崎市アートセンター アルテリオ小劇場）
- 少女劇団いとをかし 第11回公演『卒業式はバイバイブーで』（2019年8月 - 9月、川崎市アートセンター アルテリオ小劇場）
- 藤原たまえプロデュースvol.2-『GIRLS TALK TO THE END』（2020年2月、千本桜ホール）
- 盾の勇者の成り上がり（2020年） - 公演延期。2020年9月にBlu-ray&DVD発売。
- Do It Over 第2回公演『オタカラ！』（2021年8月、川崎市アートセンター アルテリオ小劇場）
- アリスインプロジェクト「ダンスライン[5]」（2022年6月29日 - 7月3日、新宿村LIVE） - 中川原由香 役

### ゲーム
- アイカツプラネット!（2021年4月22日-2023年3月30日データカードダス） - サラ（声） 役

### CM
- 日本マクドナルド「迷う」篇

### その他
- ときめき♡宣伝部 1stアルバム『ときおとめ』収録曲「すきっ！」MV（2018年）
- 株式会社クボタ 短編ドラマ「最後の夏-come again-」 - あや 役
- ソフトバンク「ギガ国物語」スチール（2019年）
- 進研ゼミ高校講座 高1-高3講座紹介冊子モデル（2017年11月 - 2019年2月）